# Ryan Rottman
Ryan Rottman (17 de marzo de 1984) es un actor estadounidense, más conocido por su papel de Joey Colvin en la serie Gigantic, de TeenNick, que se estrenó el 8 de octubre de 2010.
Ryan Rottman comenzó su carrera en el 2008 como extra en la película The House Bunny. Antes de esto había aparecido en obras en la Texas Tech University. En el 2009 apareció en películas como The Stunt Man y The Open Road. También tiene créditos televisivos por Viva Laughlin, Greek y Victorious.

## Vida privada
Comenzó a salir en el 2011 con la estrella del programa de nick  Victorious. Victoria Justice. Actualmente se separaron luego de una relación de 2 años

## Filmografía
| Cine       | Cine                  | Cine                  | Cine                                                                              |
| Año        | Película              | Papel                 | Notas                                                                             |
| ---------- | --------------------- | --------------------- | --------------------------------------------------------------------------------- |
| 2016       | Billionaire Boys Club | Scott                 | En rodaje                                                                         |
| 2011       | Birds of a Feather    | Actor                 |                                                                                   |
| 2010       | Closing Time          | Tyler                 | Cortometraje                                                                      |
| 2009       | The Stunt Man         | Guy Torre             | También productor ejecutivo                                                       |
| 2009       | The Open Road         | Peabody Bellhop       |                                                                                   |
| 2008       | The House Bunny       | Calendar Buyer        | Extra                                                                             |
| Televisión |                       |                       |                                                                                   |
| Año        | Serie                 | Papel                 | Notas                                                                             |
| 2013       | The Lying Game        | Jordan Lyle           | Elenco recurrente                                                                 |
| 2011       | 90210                 | Shane                 | 4 episodios                                                                       |
| 2011       | Victorious            | Ryder Daniels         | Episodio Beggin' on Your Knees                                                    |
| 2011       | Gigantic              | Joey Colvin           | Papel principal                                                                   |
| 2009       | Valley Peaks          | DOP4/ Doctor J. Tupac | Episodio The Future's Beginnings, parte 2 (voz) Episode: Valley Peaks: Apocalypse |
| 2009       | Greek                 | Jess                  | Episodio Divine Secrets of the ZBZ Sisterhood                                     |
| 2007       | Viva Laughlin         | Matt                  | Episodio #1.6                                                                     |